# Haʻamonga ʻa Maui

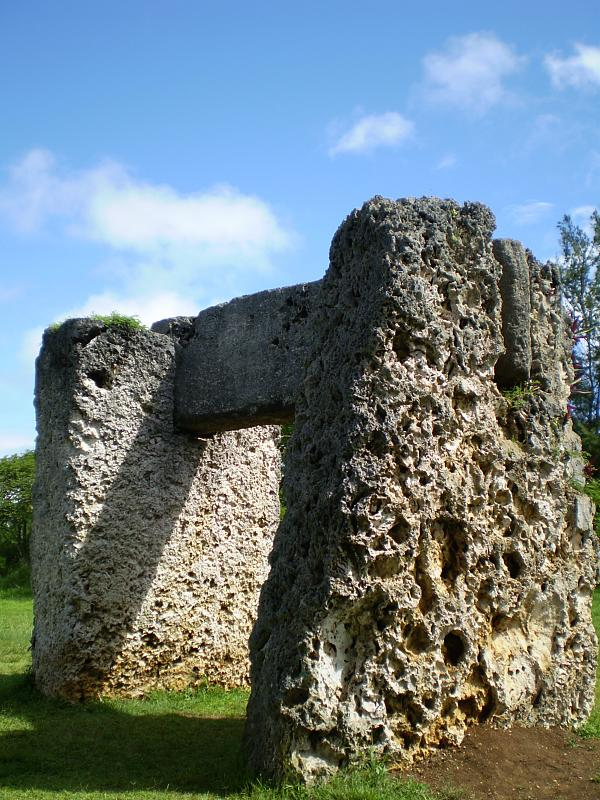
Ha'amonga 'a Maui

Le Haʻamonga ʻa Maui (« fardeau de Māui ») est un trilithe situé au royaume des Tonga, près du village de Niutoua, dans le nord de l'île de Tongatapu. Il s'agit d'un des monuments les plus célèbres du pays.

## Description
Le Haʻamonga ʻa Maui est composé de trois blocs de calcaire, et mesure environ cinq mètres de haut, deux mètres de large et six mètres de long. Le Haʻamonga ʻa Maui fut érigé au début du XIIIe siècle, à l'époque de l'Empire Tuʻi Tonga, sous le règne du onzième roi de la dynastie Tu’i Tonga, Tuʻitātui. Il s'agissait sans doute d'un portail menant au domaine royal et également d'un calendrier solaire. Un peu plus loin se trouve le ʻesi maka faakinanga - pierre qui servait de trône.

## Légende
D'après les légendes, le Haʻamonga aurait été bâti par le demi-dieu Māui, puisque les pierres seraient trop lourdes pour être transportées par des mortels. Le mot haʻamonga signifie plus précisément un bâton avec un fardeau à chaque bout, que l'on porte sur les épaules. Māui aurait apporté les pierres aux Tonga depuis Uvéa. Toutefois, le type de pierre correspond à celui que l'on trouve dans les anciennes carrières sur les côtes proches du monument.